# Список серий аниме 07-Ghost
Данная статья содержит описание серий аниме-сериала «07-Ghost», который транслировался в Японии в 2009 году. Серии в этом сериале, в соответствии с тематикой именуются «капителями».
| Капитель первая | Искреннее ощущение будущего «Setsu naru Omoi no Yukusue w» (切なる想いの行く末は) | 07 апреля 2009    |
| Тэйто и Микагэ сдают экзамен в Академии. После экзамена Тэйто встречает командующего Аянами, который убил его отца, и нападает на него. Тэйто приходится бежать из Академии. | |                   |
| Капитель вторая | Воспоминания о прошлом, сопровождающие боль «Natsukashiki Kioku wa Itami to Tomo ni» (懐かしき記憶は痛みと共に) | 14 апреля 2009    |
| Тэйто попадает в Барсбургскую церковь и встречает трёх священников – Фрау, Кастора и Лабрадора. Почему-то всё в церкви кажется ему знакомым. | |                   |
| Капитель третья | Мое непорочное дитя, спи в лучах света! «Watashi no Mujaki na Kodomo, Hikari no Naka no Suimin» (私の無邪気な子供,光の中の睡眠)                                                                                             | 21 апреля 2009    |
| Тэйто не покидают мысли о Микагэ и он попытался уйти из церкви, но Фрау его не отпустил. Тэйто решает прийти на встречу со стариком, которого встретил ранее. | |                   |
| Капитель четвёртая | В глубинах искренней молитвы! «Tada Hitasura naru Inori no Hate ni» (ただひたすらなる祈りの果てに) | 28 апреля 2009    |
| На Тэйто напал Кор, но священники защитили его. Тэйто знакомиться с Лизет. Микагэ продолжают допрашивать. Тэйто и Микагэ дают обещание не бросать друг друга. | |                   |
| Капитель пятая | Сердце его наполнено теплыми слезами! «Atsuki Namida, Yasashiku Kare no Kokoro o Mitashi...» (熱き涙、やさしく彼の心を満たし...)                                                                                            | 05 мая 2009       |
| Микагэ приходит в церковь и, когда они с Тэйто были в саду, на них нападает Кор. Тэйто принимает бой, а потом появляется Фрау. Тэйто рассказывает Микагэ о том, что он принц королевства Рагс. | |                   |
| Капитель шестая | Тропа справедливости ведёт к свету! «Hikari ni Tsūzuru Tadashiki Michi wa» (光に通ずる正しき道は) | 12 мая 2009       |
| В церкви начинается ярмарка. Приезжает девушка, заражённая Кором, и нападает на Микагэ. Во время битвы с ней у Тэйто просыпается Око Михаила. | |                   |
| Капитель седьмая | Может ли уничтоженная душа махать крыльями? «Tsubasa ni Kuwareta Tamashii wa Itoshii Waga Ko no Yume o Miru?» (翼に喰われた魂は愛しい我子の夢を見る?)                                                                       | 19 мая 2009       |
| Микагэ и Тэйто встретили мальчика, отец которого оказался под действием Кор. Тэйто бросился защищать мальчика, и опять появилось Око Михаила. Микагэ слышит в голове голос Аянами, требующего сделать выбор между Тэйто и своей семьей.                                                                       | |                   |
| Капитель восьмая | Пробуждение его темной души! «Hanbun dake no Tamashii ga Kanashiki Mezame o Yobiokosu» (半分だけの魂が悲しき目覚めを呼び起こす)                                                                                             | 26 мая 2009       |
| Аянами завладел Микагэ и напал на Тэйто. Микагэ надел на Тэйто ошейник. Пока Фрау-Зехель искал Тэйто, в Тэйто окончательно пробудилось Око Михаэля. | |                   |
| Капитель девятая | Цвет души навечно с нами! «Tamashii no Iro wa Eien ni...» (魂の色は永遠に...) | 02 июня 2009      |
| Фрау-Зехель спас Тэйто. Микагэ умер и переродился в виде зверька. Фрау теперь связан с ошейником Тэйто. | |                   |
| Капитель десятая | Искупление грехов! «Sore wa Tada Hitotsu no Tsugunai» (それはただひとつの償い) | 09 июня 2009      |
| После похорон Микагэ Кастор попытался стереть воспоминания Тэйто о Зехеле, но Око Михаэля не дало. | |                   |
| Капитель одиннадцатая | Искупи вину ради тех, кого любишь! «Itoshiki Mono e no Tsugunai wa...» (愛しき者への償いは...) | 16 июня 2009      |
| Кастор предложил Тэйто пройти экзамен на епископа и начал учить его управляться с баклсом. | |                   |
| Капитель двенадцатая | Тьма подступает все ближе! «Itami to Iu Na no Yami wa Hitahita to...» (痛みという名の闇はひたひたと...) | 23 июня 2009      |
| Тэйто поселили в одной комнате вместе с новым знакомым. Теперь Хакурен Оук и Тэйто должны работать вместе. На практическом занятии Тэйто сломал баклс Фрау. А потом они обнаружили убитого бывшего преступника.                                                                                               | |                   |
| Капитель тринадцатая | По пути света, что взору открыт! «Hikari Aru Michi no Saki ni Miru Mono wa...» (光ある道の先に見るものは...) | 30 июня 2009      |
| К Тэйто все больше возвращаются воспоминания. Тэйто подслушал, как Фрау, Кастор и Лабрадор обсуждали Око Михаэля. | |                   |
| Капитель четырнадцатая | Причина сражаться плечом к плечу! «Issho ni Tatakau Riyū... Senyū to Yobareru Kenri» (一緒に戦う理由...戦友と呼ばれる権利)                                                                                                  | 07 июля 2009      |
| Тэйто тренируется с Кастором каждую ночь. Однажды, когда Тэйто и Хакурен возвращались с тренировки, на них напал варс, но Фрау спас их. | |                   |
| Капитель пятнадцатая | День, когда я был с ним! «Sono Hi, Watashi wa Kare to Tashika ni Atta» (その日,私は彼と確かにあった) | 14 июля 2009      |
| Фрау попал в ловушку и его арестовали по подозрению в убийстве. Тэйто вспомнил, что священника, который его растил, звали Фиа Кройц. | |                   |
| Капитель шестнадцатая | Нет света во тьме, но есть истина! «Shinjitsu wa Hikari no Todokanu Yami no Soko ni» (真実は光の届かぬ闇の底に) | 21 июля 2009      |
| Кастор рассказал Тэйто, что Фиа Кройц был отлучён от церкви за кражу ящика Пандоры. Потом Тэйто узнает об аресте Фрау и навещает его в тюрьме. Тэйто и Хакурен решают найти того, кто подставил Фрау. | |                   |
| Капитель семнадцатая | Те, чьи крылья поглотила тьма! «Yami no Tsubasa no Kenzoku wa, Fukō o Matoi, Maioriru» (闇の翼の眷属は,不幸を纏い,舞い降りる)                                                                                               | 28 июля 2009      |
| Епископ Бастин рассказал Тэйто и Хакурену о детстве Фрау, а чуть позже ребята догадываются, что Бастин – это Варсфаиль. Они идут к нему, чтобы поговорить, и Бастин на них нападает. | |                   |
| Капитель восемнадцатая | Тот, кто заслужил прощение, утопает во тьме… Тот, кто любит его, обливается слезами «Yurusazaru Mono Yami ni Obore ... Aisuru Mono wa Namida ni Nureru» (赦さざる者闇に溺れ...愛する者は涙に濡れる)                         | 04 августа 2009   |
| Во время битвы Ока с Бастином появляется Фрау-Зехель и убивает Бастина. Архиепископ получает от Бастина письмо с признанием. Кастор-Фест находит Кураюри и связывает его нитями. | |                   |
| Капитель девятнадцатая | Несправедливая, но бессмертная любовь находит тебя… «Majiwaranu Ai, Saredo Kienu Ai no Yukusue wa...» (まじわらぬ愛,されど消えぬ愛の行く末は...)                                                                            | 11 августа 2009   |
| Кураюри удалось сбежать от Кастора. Тэйто и Хакурен были перенесены варсом на крышу. Фрау не успел прийти им на помощь. | |                   |
| Капитель двадцатая | Реквием Раггса «Futari de Sasageru Rekuiemu» (ふたりで捧げるレクイエム) | 18 августа 2009   |
| Во время битвы с армией Империи Око, чтобы спасти Тэйто от варса, покидает его тело. Фрау спасает Тэйто, но Око Михаэля попадает в руки Империи. Экзамены на епископа начались. | |                   |
| Капитель двадцать первая | И ты пройдёшь через дверь проигравшего… «Naze Yue ni, Nanji, Haisha no Tobira o Kuguru...» (なぜゆえに,汝,敗者の扉をくぐる...)                                                                                              | 25 августа 2009   |
| Первая часть экзамена осталось позади. Тэйто и Хакурэну пришлось отвечать на множество вопросов и преодолевать препятствия. | |                   |
| Капитель двадцать вторая | Глубоко под водой, он смотрит в даль… «Minasoko no Hikari ni Michibikare, Nozokishi Mono wa...» (水底の光に導かれ,覗きしものは...)                                                                                          | 01 сентября 2009  |
| После первой половины экзамена объявили перерыв. Тэйто удалось вернуть свой зайфон и часть воспоминаний. Начался второй этап экзамена. Ребятам нужно пройти коридор, и даже экзаменаторы не знают, что их там ждет.                                                                                           | |                   |
| Капитель двадцать третья | Вдали от тьмы, что в сердце поселилась… «Kokoro no Yami no Sono Saki ni» (心の闇のその先に) | 08 сентября 2009  |
| Тэйто, Хакурен и некоторые другие ребята проходят второй экзамен, поборов внутреннюю тьму в себе. А в это время Имперская армия вторгается в Церковь. На выходе из коридора Тэйто встречает Аянами. | |                   |
| Капитель двадцать четвертая | Справедливость для тех, кто любви не познал… Сердце, что украдено тьмою, навечно… «Ai Naki Mono no Seigi wa Izuko ni... Yami ni Ubawareshi Kokoro yo, Eien ni...» (愛無き者の正義はいずこに. ...闇に奪われし心よ,永遠に...) | 15. сентября 2009 |
| Солдаты держат людей в Церкви в заложниках, приближенные Аянами и священники сражаются между собой, а Тэйто противостоит самому Аянами. Аянами нужны воспоминания Тэйто о ящике Пандоры. Тэйто вспоминает, что Фиа Кройц тоже был одним из семи душ.                                                          | |                   |
| Капитель двадцать пятая | Сердце, ведомое светом, перешло на иную сторону… «Shinjitsu wa Ikue ni mo Tsuranaru Kokoro no Kanata ni...» (真実は幾重にも連なる心の彼方に...)                                                                             | 22 сентября 2009  |
| Око снова говорило с Тэйто, и Тэйто нашел свою истину и принял бой. Аянами забрал своих людей и бежал. Солдаты были изгнаны из Церкви. Тэйто становится учеником Фрау, и они тайным ходом покидают Церковь, их провожают Кастор и Лабрадор. Хакурэн обещал ждать новой встречи с Тэйто и становиться сильнее. | |                   |